# Raimondino Lupi

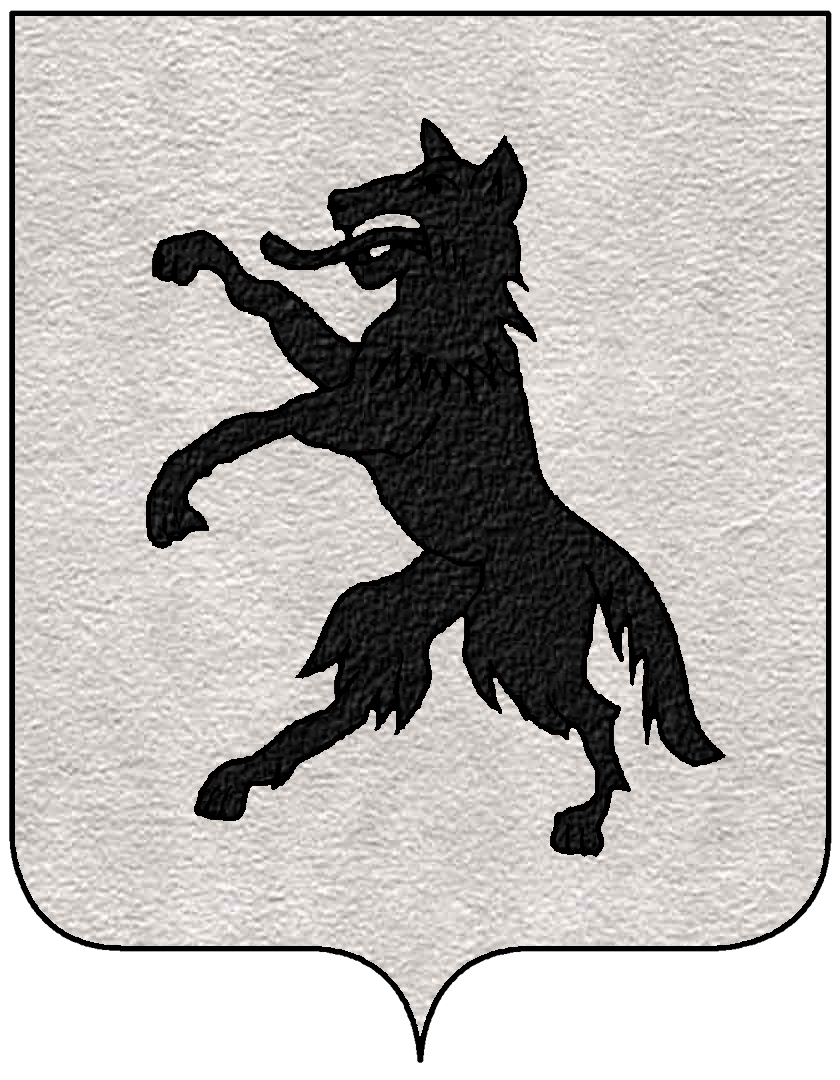
Stemma dei Lupi

Raimondino Lupi (1310 circa – Padova, 30 novembre 1379) è stato un condottiero italiano.

## Biografia
Era figlio di Rolandino Lupi e di una certa Matilde.
Si schierò nella battaglia di San Felice del 25 novembre 1332 con gli imperiali di Carlo IV che lo creò cavaliere. Nel 1338 combatté contro gli scaligeri a fianco dei Carraresi nel vicentino. Nel 1345 venne espropriato con la forza insieme agli altri membri della famiglia del feudo di Soragna da Luchino Visconti, signore di Milano, ma divenuto amico e consigliere dell'imperatore Carlo IV imperatore, con la bolla imperiale del 21 settembre 1347 si vide riconosciuto con il nipote Bonifacio Lupi, il titolo nominale di marchese di Soragna e di Castione de Marchesi. Nel 1350 si mise al servizio dei fiorentini combattendo nell'aretino. Raimondino fu allora mediatore nell'alleanza tra l'imperatore e Firenze contro i Visconti, combatté Castruccio Castracani a Barga e lo vinse l'8 ottobre 1353 a Borgo a Mozzano; nel 1354 stipulò un'alleanza con i Comuni toscani, veneti ed emiliani. Ricevette la nomina di vicario imperiale per Lucca e Pisa. Soggiornò per alcuni anni a Mantova e quindi i da Carrara gli concessero la cittadinanza padovana nel 1376.
Il marchese Raimondino fece costruire, presumibilmente verso il 1377, a Padova, dove si era stabilito, l'Oratorio di San Giorgio, destinato a mausoleo della famiglia. Al suo interno è presente il ciclo pittorico, commissionato dopo la morte di Raimondino Lupi, ad Altichiero da Zevio, che aveva già lavorato per Bonifacio Lupi, nella Cappella di San Giacomo all'interno della basilica del Santo. Infatti, Bonifacio, suo erede ed esecutore testamentario, fa terminare l'esecuzione degli affreschi nell'oratorio di S. Giorgio nella piazza del Santo a Padova, amministrata dall'arciconfraternita di S. Antonio, dove fu tumulato Raimondino nel dicembre 1379.
Morì a Padova nel 1379 ed è oggi sepolto nell'arca dell'Oratorio di San Giorgio.